# Barrage de Bademli
Le barrage de Bademli (en turc Bademli barajı) est un barrage de Turquie.

## Sources
- (en) www.dsi.gov.tr/tricold/bademli.htm Site de l'agence gouvernementale turque des travaux hydrauliques